# زاوية سيدي الحاج التهامي (لوبيرات الحمراء)
زاوية سيدي الحاج التهامي هو دُوَّار يقع بجماعة جدور، إقليم اليوسفية، جهة مراكش آسفي في المملكة المغربية. ينتمي الدوّار لمشيخة لوبيرات الحمراء التي تضم 24 دوار. يقدر عدد سكانه بـ 88 نسمة حسب الإحصاء الرسمي للسكان والسكنى لسنة 2004.

## روابط خارجية
- البوابة الوطنية للجماعات الترابية نسخة محفوظة 12 مارس 2018 على موقع واي باك مشين.
- المندوبية السامية للتخطيط